# GFPS-Polska Stowarzyszenie Naukowo-Kulturalne w Europie Środkowej i Wschodniej
GFPS-Polska Stowarzyszenie Naukowo-Kulturalne w Europie Środkowej i Wschodniej (w skrócie GFPS-Polska) jest stowarzyszeniem z siedzibą w Warszawie, zajmującym się w głównej mierze wymianą studencką w krajach Europy Środkowej i Wschodniej. W ramach swojej działalności GFPS-Polska współpracuje z organizacjami partnerskimi w Niemczech i Czechach. Stowarzyszenie jest również członkiem parasolowej organizacji Initiative Mittel- und Osteuropa e.V.

## Historia
GFPS-Polska powstało 28 sierpnia 1994 r. w Baranowie Sandomierskim, a jego historia związana jest z działalnością niemieckiego partnera GFPS e.V., założonego 20 lutego 1984 r. we Fryburgu Bryzgowijskim, z inicjatywy Georga Zieglera po jego pobycie na Katolickim Uniwersytecie Lubelskim. Działalność GFPS e.V. miała na celu umożliwienie polskim studentom semestralnego pobytu w Republice Federalnej Niemiec po zakończeniu stanu wojennego w Polsce. Po upadku żelaznej kurtyny z inicjatywy polskich stypendystów i studentów uczestniczących w projektach organizacji powstało w 1994 roku GFPS-Polska. Od tego momentu wymiana studencka stała się dwustronna, a projekty organizowane są w ramach partnerskiej współpracy. W latach 1998/1999 rozpoczęło działalność „Janua linguarum reserata” (od 2004 jako GFPS-CZ), stowarzyszenie partnerskie w Czechach skupiające się głównie na wymianie między studentami niemieckimi i czeskimi.
Od 2004 roku GFPS e.V organizuje pobyty semestralne dla studentów z Białorusi. Z początkiem semestru zimowego 2013/2014 GFPS-Polska również przyznaje stypendia na pobyt w Polsce studentom białoruskim.
Pierwszy człon nazwy stowarzyszenia pochodzi od skrótu historycznej nazwy niemieckiej organizacji – „Gemeinschaft zur Förderung von Studienaufenthalten polnischer Studenten in der Bundesrepublik Deutschland e.V.” (tłum. „Organizacja na rzecz wspierania pobytów studyjnych polskich studentów w Republice Federalnej Niemiec”). Choć pełna nazwa niemieckiego stowarzyszenia ulegała zmianom, stały pozostał charakterystyczny skrót „GFPS”, którym posługują się również organizacje partnerskie w Polsce i w Czechach.
Działalność stowarzyszenia opiera się na społecznej pracy i zaangażowaniu studentów z krajów partnerskich.

## Zakres działalności
Celami statutowymi stowarzyszenia są: wspieranie nauki oraz wymiany i współpracy studenckiej i naukowej pomiędzy Polską, Niemcami, Białorusią i innymi krajami oraz działania zmierzające do wzajemnego poznania ludzi, języka, kraju i kultury oraz do rozwoju wszelkich kontaktów i wymiany kulturalnej między społeczeństwami Polski, Niemiec, Białorusi i innych krajów.
W ramach wymiany dwustronnej z GFPS e.V., GFPS-Polska przyznaje studentom semestralne stypendia na pobyty naukowe na uczelniach niemieckich. Z kolei stypendia dla studentów białoruskich mają charakter wymiany jednostronnej. Oprócz wsparcia finansowego, Stowarzyszenie zapewnia osobistą opiekę nad stypendystami bezpośrednio w miejscu odbywania stypendium. GFPS-Polska działa na terenie całego kraju, a zdecentralizowana struktura działalności umożliwia elastyczne organizowanie różnorodnych projektów, takich jak kurs językowy Tandem, Tridem, seminaria, wystawy, konferencje, czy konkursy. W większych ośrodkach akademickich istnieją Grupy Lokalne GFPS, które na co dzień opiekują się stypendystami, organizują spotkania i uczestniczą w życiu kulturalnym. Grupy Lokalne działają m.in. w Gdańsku, Katowicach, Krakowie, Lublinie, Łodzi, Opolu, Poznaniu, Szczecinie, Toruniu, Warszawie i we Wrocławiu. Ponadto członkowie organizacji mogą rozwijać swoje konkretne zainteresowania w poszczególnych grupach roboczych.
Polsko-niemiecki oraz białoruski program stypendialny dofinansowane są ze środków przyznawanych przez Fundację Współpracy Polsko-Niemieckiej, natomiast pozostałe projekty wspierane są przez Polsko-Niemiecką Współpracę Młodzieży, Polsko-Niemiecką Fundację na Rzecz Nauki, środki europejskie i fundacji prywatnych, a także ze składek członkowskich i darowizn członków stowarzyszenia.

## Patronaty i wyróżnienia
Od 2009 roku patronem honorowym GFPS-Polska jest Władysław Bartoszewski. Od roku 2005 patronem honorowym GFPS e.V. jest Gesine Schwan. Pierwszy premier III Rzeczypospolitej, Tadeusz Mazowiecki był członkiem honorowym GFPS-Polska. W uznaniu działalności rodziny stowarzyszeń GFPS w czerwcu 2001 r. przekazał on na rzecz GFPS nagrodę pieniężną Nationalpreis przyznaną mu przez Deutsche Nationalstiftung. W październiku 2016 roku Steffen Möller został członkiem honorowym GFPS-Polska.
GFPS za swoją działalność w zakresie studenckiej wymiany stypendialnej był wyróżniany ponadto innymi nagrodami, jak np. „Dobry Sąsiad/Guter Nachbar” w 2011 r. przyznaną przez Polsko-Niemiecką Współpracę Młodzieży z okazji 20-lecia jej powstania, zwycięstwo w konkursie „Dobre Stypendia 2012” organizowanym przez Polsko-Amerykańską Fundację Wolności i Fundację Dobra Sieć, czy nagroda Fundacji Cusanusa dla Georga Zieglera w 2013 roku.

## Alumni GFPS
Do byłych stypendystów i osób blisko związanych z działalnością GFPS należą m.in.:
- Jerzy Margański – były ambasador Rzeczypospolitej Polskiej w Berlinie
- Jolanta Róża Kozłowska – ambasador Rzeczypospolitej Polskiej w Austrii
- Róża Thun – posłanka do Parlamentu Europejskiego
- Robert Traba – dyrektor Centrum Badań Historycznych Polskiej Akademii Nauk w Berlinie
- Adam Krzemiński – publicysta m.in. „Polityki” i „Die Zeit”
- Gerhard Gnauck – publicysta m.in. „Die Welt”
- Gabriele Lesser – publicystka m.in. „Die Tageszeitung”
- Jacek Jaśkowiak – prezydent Poznania
- Sławomir Sierakowski – założyciel i redaktor naczelny pisma „Krytyka Polityczna”
- Roman Czaja – profesor UMK, polski historyk, mediewista
- Andrzej Czarnecki – profesor fizyki w Edmonton, na University of Alberta
- Magdalena Szwochertowska – urzędnik mianowany od 2008 roku w Komisji Europejskiej – Dyrekcja Generalna Connect, Dział Robotyki i Sztucznej Inteligencji
- Sławomira Walczewska - polska działaczka feministyczna i społeczna, filozofka, publicystka, eseistka, tłumaczka, redaktorka